# Gaal, Knittelfeld

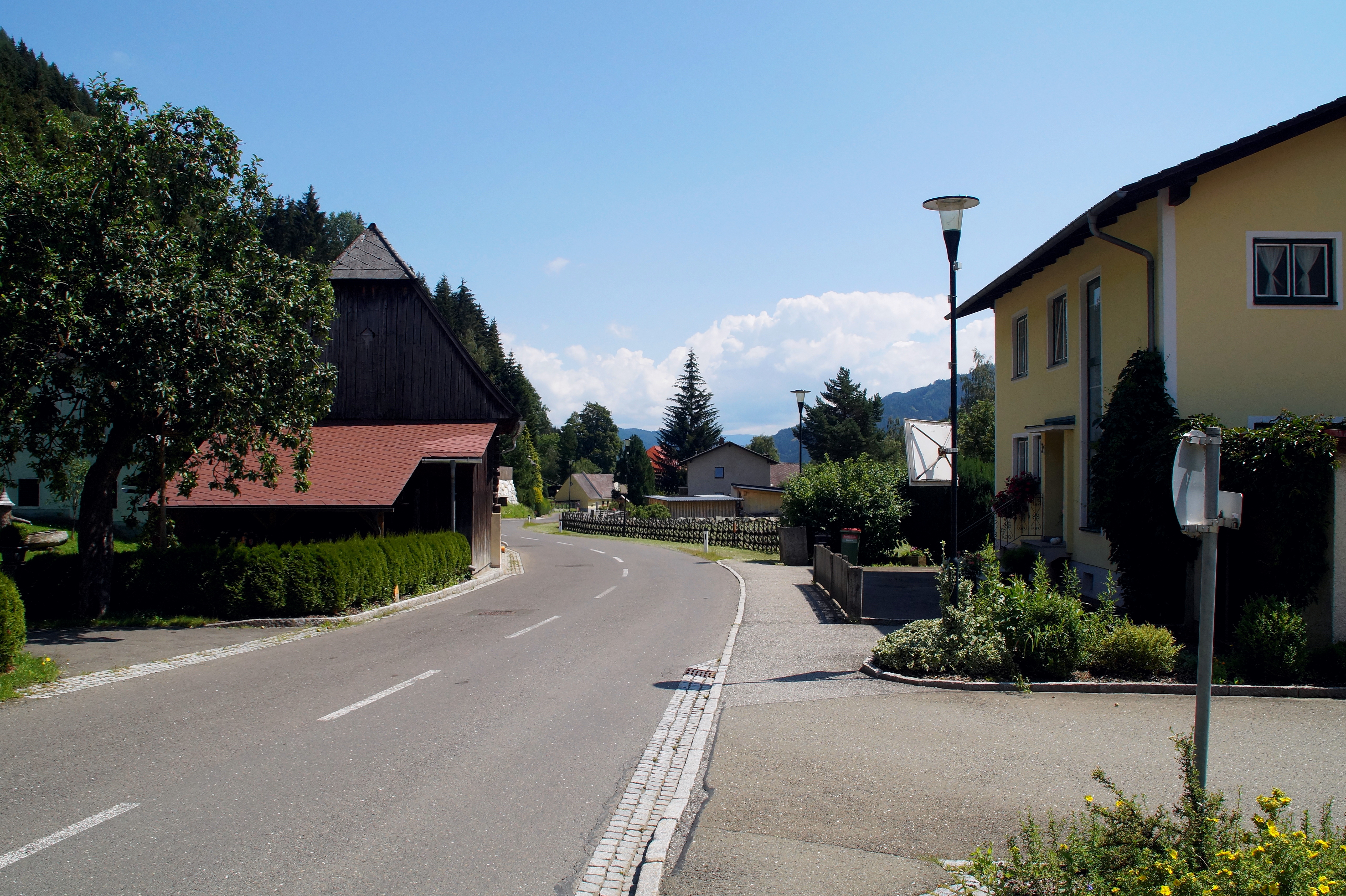
Gaal

Gaal là một đô thị thuộc huyện Knittelfeld trong bang Steiermark, nước Áo. Đô thị Gaal, Knittelfeld có diện tích 197,37 km², dân số cuối năm 2005 là 900 người.